# 打越光久
打越 光久（うていち みつひさ）は、江戸時代初期の武将。

## 経歴・人物
父光隆より嫡子として家督を継ぐが、光久に嫡子なく改易となった。
同年、弟の光種が徳川家光に取り立てられ、のちに5百石の旗本として家名は存続した。